# Melodie eterne
Pour plus de détails, voir Fiche technique et Distribution.
Melodie eterne est un film de Carmine Gallone  sorti en 1940. Le film a été tourné dans le studio de Cinecittà.

## Synopsis
Le film retrace de manière romancée la vie de Mozart dont le rôle est interprété par Gino Cervi.

## Fiche technique
- Titre français : Mélodies éternelles
- Titre original : Melodie eterne
- Réalisation : Carmine Gallone
- Scénario : Ernst Marischka, Guido Contini
- Photographie : Anchise Brizzi
- Montage : Nicolò Lazzari
- Musique : Wolfgang Amadeus Mozart, Ludwig van Beethoven, adaptation d'Alessandro Cicognini, direction Luigi Ricci.
- Scénographe : Guido Fiorini
- Costumes : Titina Rota
- Pays d'origine : Royaume d'Italie
- Production :  Ente Nazionale Industrie Cinematografiche (ENIC)
- Sociétés de production :
- Format : Noir et blanc - 35 mm - 1,37:1 - Son mono
- Genre : Drame
- Durée : 97 minutes
- Dates de sortie :  
  -  Royaume d'Italie 3 décembre 1940

## Distribution
- Gino Cervi : Wolfgang Amadeus Mozart
- Claudio Gora : l'mpereur Joseph II
- Conchita Montenegro : Aloisia Weber
- Luisella Beghi : Costanza Weber Mozart
- Jone Salinas : Nannina Mozart
- Paolo Stoppa : Haibel
- Lauro Gazzolo : Deiner
- Luigi Pavese : Leopoldo Mozart
- Giulio Donadio : Schikaneder
- Giulio Stival : Lange
- Maria Jacobini : Anne Marie Mozart
- Sandro Ruffini :
- Augusto Marcacci : Salieri
- Olga Vittoria Gentilli : l'mpératrice Marie-Thérèse
- Gioia Collei : Nannina Mozart enfant
- Armida Bonocore : Giuseppina Weber
- Marisa Vernati : Sofia Weber
- Margherita Bagni : madame Weber
- Romolo Costa : Schröder
- Cesare Polacco : Haydn
- Michele Malaspina :
- Carlo Duse :